# NGC 7744
NGC 7744 = IC 5348 ist eine elliptische Galaxie vom Hubble-Typ E/SB0 im Sternbild Phönix am Südsternhimmel. Sie ist schätzungsweise 137 Millionen Lichtjahre von der Milchstraße entfernt und hat einen Durchmesser von etwa 90.000 Lichtjahren.
Das Objekt wurde am 5. September 1834 von John Herschel entdeckt.